# Goliathus regius
Goliathus regius är en skalbaggsart som beskrevs av Johann Christoph Friedrich Klug 1835. Goliathus regius ingår i släktet Goliathus och familjen Cetoniidae. Inga underarter finns listade i Catalogue of Life.

## Bildgalleri

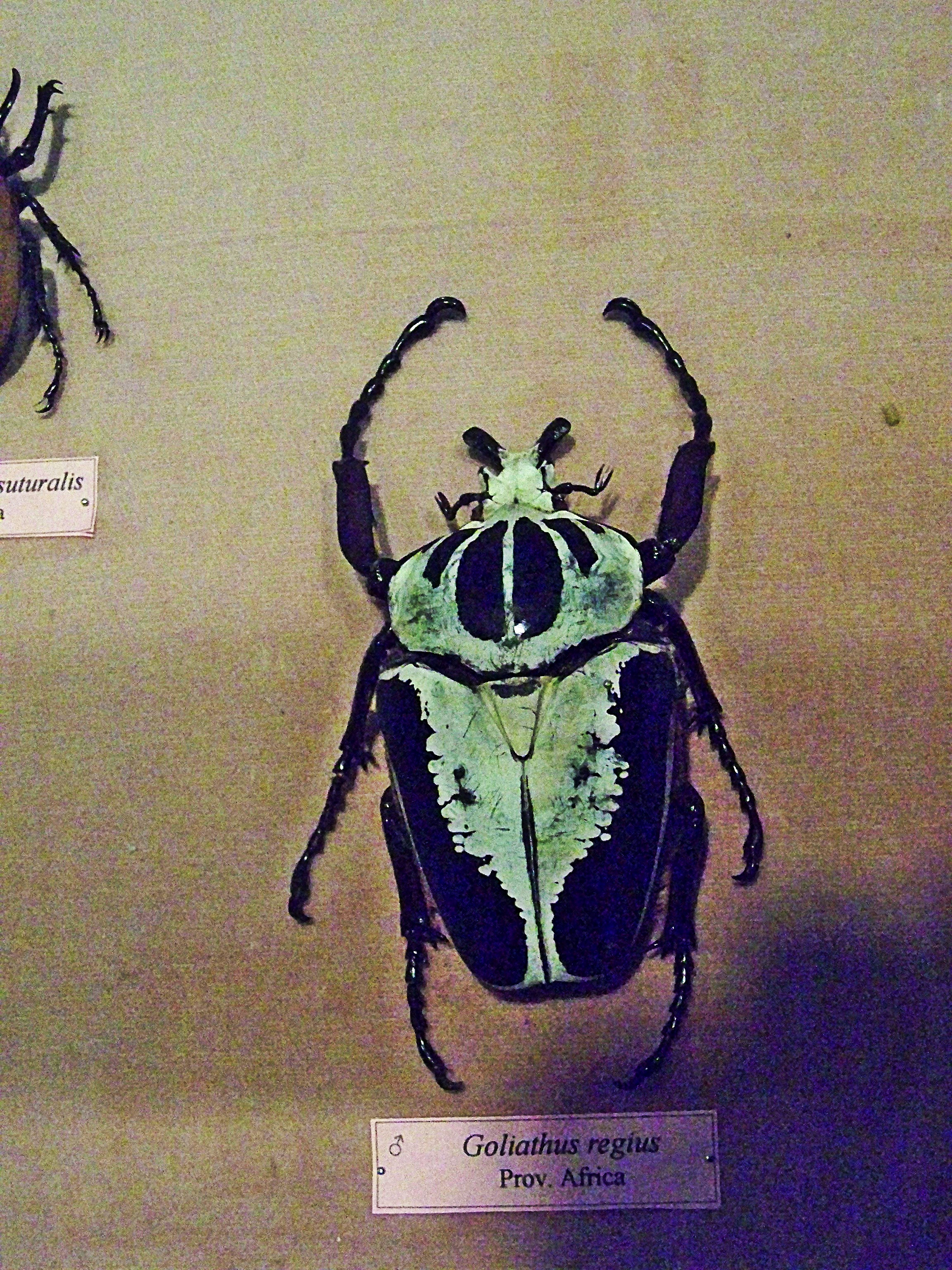
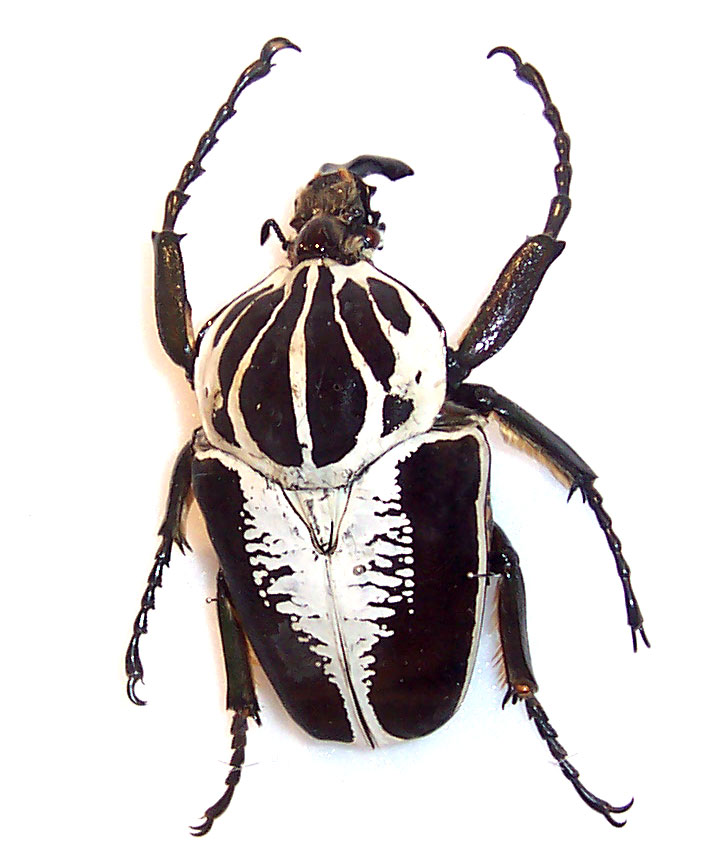
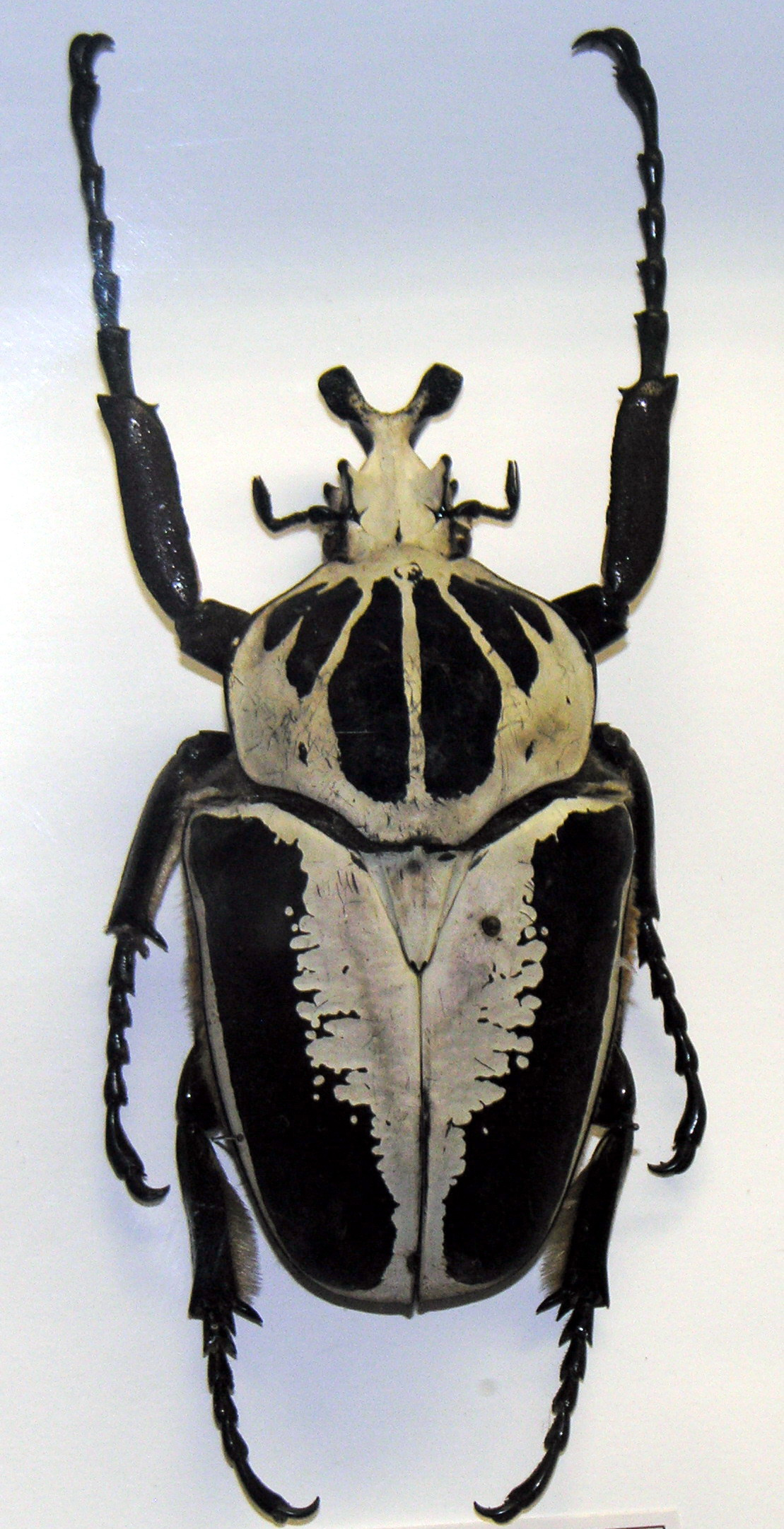
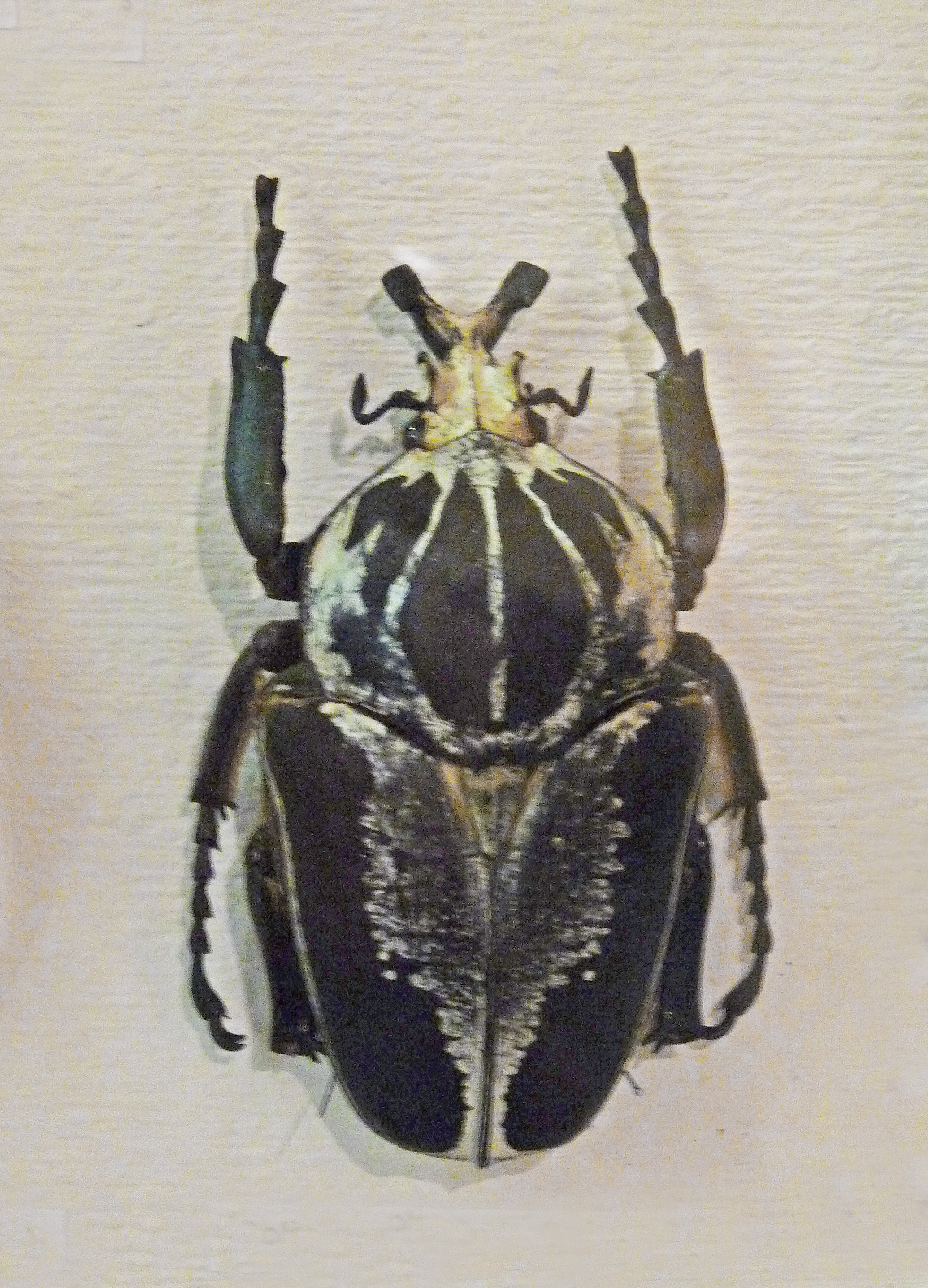
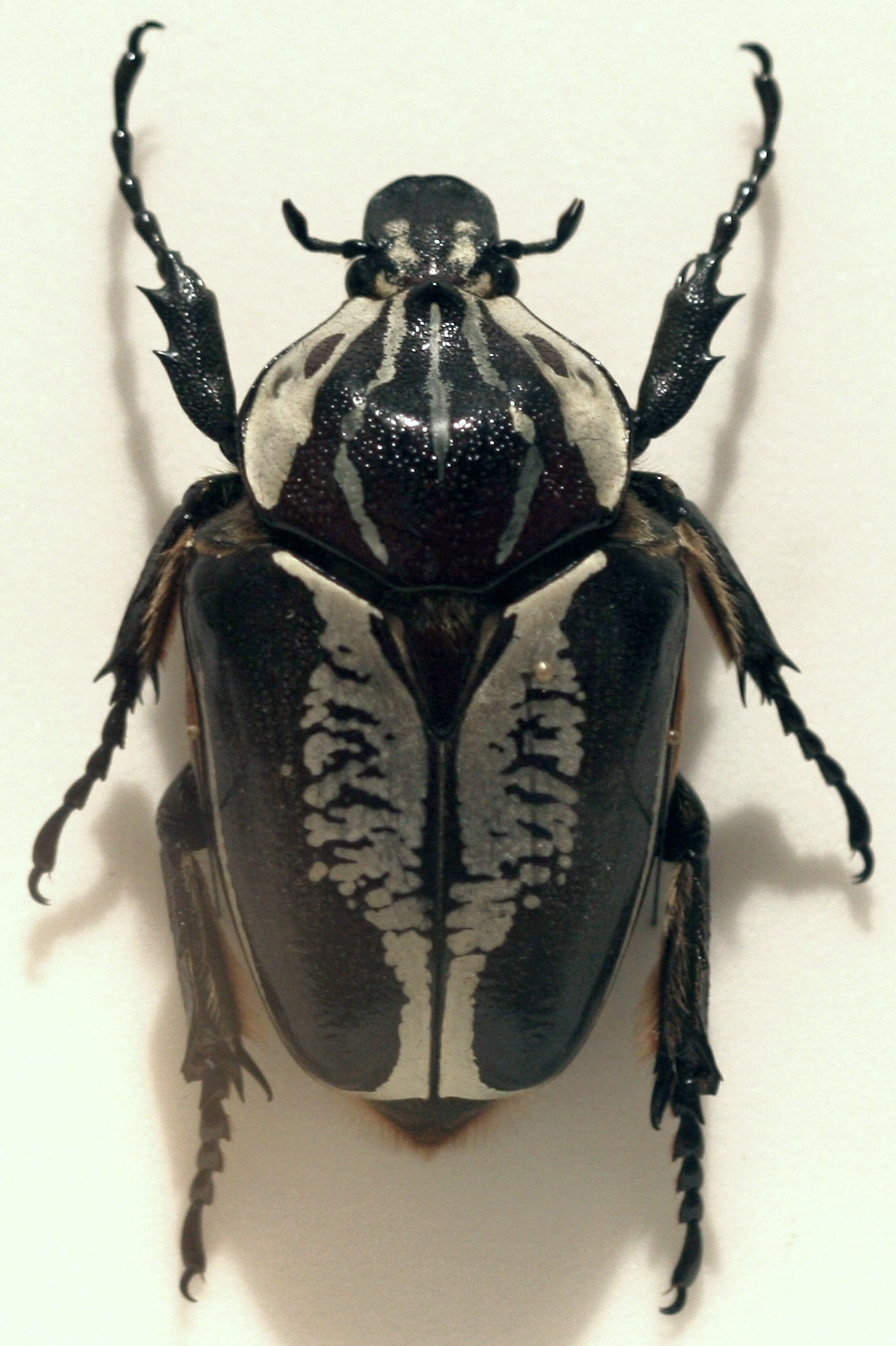